# كاستل غوفريدو
كاستل جوفريدو (أصد:kas'tɛl ɡof'fredo / لغة إميليانو:Èl) Castè) / بالإنجليزية: Castel Goffredo) هي بلدية إيطالية تقع في مقاطعة مانتوفا، في إقليم لومبارديا، شمال إيطالياعد سكانها أكثر من اثني عشر ألف نسمة، ومساحتها 42.24 كيلومتر مربع، وهي ثامن أكثر البلديات اكتظاظًا بالسكان في المقاطعة.

## السكان
في سنة 1861 بلغ عدد السكان 4٬221 نسمة، وتطور العدد ليصل في سنة 2018 لـ 12٬733 نسمة.
يظهر هذا المخطط البياني تطور النمو السكاني لـ كاستل غوفريدو

## توأمة
لكاستل غوفريدو اتفاقيات توأمة مع:
- بيران